# Kirkland (Illinois)
Pour les articles homonymes, voir Kirkland.
Kirkland est un village du comté de DeKalb dans l'Illinois, aux États-Unis,.

## Histoire
Un bureau postal, appelé Kirkland est en service depuis 1875. Le village est organisé en 1876. Il est baptisé en référence à William T. Kirk, un propriétaire terrien, local. Il est incorporé le 28 octobre 1882.

## Démographie
Lors du recensement de 2010, le village comptait une population de 1 744 habitants. Elle est estimée, en 2016, à 1 732 habitants.

## Source de la traduction
- (en) Cet article est partiellement ou en totalité issu de l’article de Wikipédia en anglais intitulé « Kirkland, Illinois » (voir la liste des auteurs).